# Wonju
Wonju is een stad in de noordoostelijke Zuid-Koreaanse provincie Gangwon, waarbinnen het de grootste stad vormt. De stad ligt op ongeveer 150 kilometer ten oosten van Seoel en telt drie universiteiten (de Halla-universiteit, Sangji-universiteit en de Yonsei-universiteit in Wonju), die veel studenten van elders aantrekken. Tijdens de Koreaanse Oorlog vond er een veldslag plaats.
De stad grenst in het noorden aan het district Hoengseong, in het oosten aan het district Yeongwol (beide onderdeel van de provincie Gangwon), in het westen aan de provincie Gyeonggi en in het zuiden aan de provincie Chungcheongbuk.
De stad werd gesticht in 678 als Bugwongyeong (北原京). In 940 kreeg ze haar huidige naam Wonju. In 1395 werd Wonju het bestuurlijk centrum van de provincie Gangwon, hetgeen ze gedurende 500 jaar bleef alvorens deze positie bij de bestuurlijke herindeling van 1896 overging naar Chuncheon.
Ten oosten van de stad ligt het nationaal park Chiaksan (181 km²). De hoogste berg in de omgeving van de stad is de berg Birobong met 1288 meter. In het nationaal park bevinden zich een aantal historische tempelcomplexen, te weten Kuryongsa, Sangwonsa en Ipseoksa.

## Bestuurlijke indeling
- Munmak-eup (문막읍)
- Buron-myeon (부론면)
- Gwirae-myeon (귀래면)
- Hojeo-myeon (호저면)
- Hongeop-myeon (흥업면)
- Jijeong-myeon (지정면)
- Panbu-myeon (판부면)
- Sillim-myeon (신림면)
- Socho-myeon (소초면)

## Partnersteden
- Roanoke (VS)
- Hefei (China)
- Edmonton (Canada)
- Ichikawa (Japan)
- Yantai (China)